# Odette Harris
Odette Harris es una profesora estadounidense de neurocirugía en la Universidad Stanford y directora del Programa de Lesiones Cerebrales de la Red Médica de Stanford. Además de cirujana, Harris es investigadora académica de la Escuela de Medicina de la Universidad Stanford y escritora. Y es mentora de la Red Nacional de Mentoría de Estados Unidos y activista por el liderazgo de las mujeres STEM para que accedan a puesto de responsabilidad y decisión. 

## Educación
Harris se graduó en la Academia Mary Help of Christians y en Dartmouth College en 1991. Estudió medicina en la Universidad Stanford. En 1996, fue la única mujer negra en su clase en la escuela de medicina y la única mujer durante su residencia. Completó un master de salud pública en epidemiología en la Universidad de California en Berkeley en 2001. En 2007, se incorporó a la Universidad Estatal de Luisiana, donde trabajó en neuropatía periférica. Completó una beca en la Universidad de las Indias Occidentales, institución educativa financiada por 15 gobiernos del Caribe, en 2004. 

## Trayectoria
Su especialidad es traumatismo craneoencefálico. Es doctora en Stanford Health Care. Después de su residencia médica, se le otorgó la beca Van Wagenen de la Asociación Americana de Cirujanos Neurológicos. La utilizó para estudiar en la Universidad de las Indias Occidentales en Jamaica.  Recibió la certificación de la Junta Americana de Cirugía Neurológica en 2008.
Desde 2009 es Directora del Centro de Lesiones Cerebrales de Defensa y Veteranos. Harris está interesada en cómo afecta el trauma a hombres y mujeres soldados de manera diferente, es decir, en aplicar la perspectiva de género al estudio de los traumas. Es jefa asociada del personal de politraumatismo en el Hospital VA Palo Alto. Harris forma parte del Comité del Programa de la Sociedad Neurológica de Occidente. Es mentora de la Red Nacional de Mentoría de Estados Unidos.
En 2012 fue nombrada investigadora del Instituto Clayman. Además de cirujana, Harris es investigadora académica y profesora de la Escuela de Medicina de la Universidad Stanford.
En 2017, publicó el trabajo Handbook of Neurosurgery, Neurology, and Spinal Medicine for Nurses and Advanced Practice Health Professionals (Manual de neurocirugía, neurología y medicina de la columna vertebral para personal de enfermería y profesionales de la salud de práctica avanzada). En 2018, fue la primera mujer afroamericana en ser nombrada profesora de neurocirugía en la Universidad Stanford.
Habló en el congreso PINK Concussions en 2016. Es miembro de la junta directiva de Boys & Girls Clubs of America y habló en su evento Women's Leadership en 2017.

## Reconocimientos
- 2001 - The Western Neurosurgical Society - Premio a la investigación.[5]
- 2003 - Asociación Americana de Cirujanos Neurológicos - William P. Van Wagenen Fellowship.[21]
- 2004 - Premio del Consejo Nacional de Seguridad Vial, otorgado por el Primer Ministro y Ministro de Salud de Jamaica.[2]
- 2009 - Miembro de Woodruff Leadership Academy, Universidad Emory.[2]
- 2010 - Programa de desarrollo de liderazgo de Stanford, Escuela de Medicina de la Universidad Stanford.[2]

- 2011 - Premio Científico, Simposio de Neurociencias de la Asociación del Caribe / Hospital Universitario de las Indias Occidentales.[2]
- 2012 - Programa avanzado de desarrollo de liderazgo de Stanford, Escuela de Medicina de la Universidad Stanford.[2]
- 2012 - Presidenta de Mujeres en Neurocirugía.[22]
- 2012 - Investigadora de la Facultad de Stanford en el Instituto Clayman para la Investigación de Género.[3]
- 2013 - Homenajeada por STARS Volunteer Leadership Assembly de la Asociación de Alumnado de Stanford.[14]